# Бриндизи (провинция)
Бри́ндизи (итал. Provincia di Brindisi) — провинция в Италии, в области Апулия. Столица — город Бриндизи. В провинции 20 коммун.

## География
Провинция Бриндизи расположена в юго-восточной Италии, простираясь на 1839 км2, второй самой маленькой провинции в регионе после провинции Барлетта-Андрия-Трани. Он был основан в 1927 году из древней Терра-ди-Отранто. С Адриатическим морем на востоке оно граничит на севере с провинцией Бари, на западе с провинцией Таранто и на юго-востоке с провинцией Лечче. Северная, центральная и западная части холмистые, с большим количеством леса, с холмами Мурж, в то время как на северо-западе, гранича с провинциями Таранто и Бари, он находится ниже, с долиной Итрии. Максимальная высота над уровнем моря составляет 414 м, около Сельва-ди-Фазано. Другие пики немного ниже, и все они расположены в северно-центральной области. Длина береговой линии в провинции составляет 80,6 км, частично скалистая, со множеством чередующихся песчаных пляжей, небольших гаваней и заливов. На юге это по существу плоский и широко используется для посева.
Больших рек в Бриндизи нет, но много маленьких пресноводных озёр.

## Население
В 1861 году население было 114 790 человек. Оно увеличивалось каждый год и в 1991 году составило 411 314 человек (максимальный зафиксированный показатель). В 2012 году в провинции жило 400 170 человек. Иностранцы составляют 2,1% от общего числа жителей.

## Экономика
Экономика базируется на торговле (30%), сельском хозяйстве (27%) и строительстве (13%).

## Достопримечательности
Одна из главных достопримечательностей — крепость Ория, построенная в 13 веке Фридрихом II. В городе Остуни сохранились городские стены, есть цитадель, собор XV века и много старинных зданий.